# Coppa del Mondo di sci alpino 2005
La Coppa del Mondo di sci alpino 2005 fu la trentanovesima edizione della manifestazione organizzata dalla Federazione Internazionale Sci; ebbe inizio il 23 ottobre 2004 a Sölden, in Austria, e si concluse il 13 marzo 2005 a Lenzerheide, in Svizzera. Nel corso della stagione si tennero a Bormio e Santa Caterina Valfurva i Campionati mondiali di sci alpino 2005, non validi ai fini della Coppa del Mondo, il cui calendario contemplò dunque un'interruzione tra gennaio e febbraio.
In campo maschile furono disputate 36 delle 37 gare in programma (11 discese libere, 7 supergiganti, 8 slalom giganti, 9 slalom speciali e – per la prima volta – 1 supercombinata), in 18 diverse località. Lo statunitense Bode Miller si aggiudicò sia la coppa di cristallo, il trofeo assegnato al vincitore della classifica generale, sia quella di supergigante; l'austriaco Michael Walchhofer vinse la Coppa di discesa libera e il suo connazionale Benjamin Raich quelle di slalom gigante e di slalom speciale. Hermann Maier era il detentore uscente della Coppa generale.
In campo femminile furono disputate tutte le 33 gare in programma (8 discese libere, 8 supergiganti, 8 slalom giganti, 8 slalom speciali e - per la prima volta - 1 supercombinata), in 13 diverse località. La svedese Anja Pärson si aggiudicò la coppa di cristallo; l'austriaca Renate Götschl vinse la Coppa di discesa libera, la sua connazionale Michaela Dorfmeister quella di supergigante  e la finlandese Tanja Poutiainen quelle di slalom gigante e di slalom speciale. La Pärson era la detentrice uscente della Coppa generale.

## Uomini

### Risultati
| Data             | Località               | Nazione     | Pista                          | Spec. | Primo                     | Secondo               | Terzo                      |
| ---------------- | ---------------------- | ----------- | ------------------------------ | ----- | ------------------------- | --------------------- | -------------------------- |
| 26 ottobre 2004  | Sölden                 | Austria     | Rettenbach                     | GS    | Bode Miller               | Massimiliano Blardone | Kalle Palander             |
| 27 novembre 2004 | Lake Louise            | Canada      | Men’s Olympic Downhill         | DH    | Bode Miller               | Antoine Dénériaz      | Michael Walchhofer         |
| 27 novembre 2004 | Lake Louise            | Canada      | Men’s Olympic Downhill         | SG    | Bode Miller               | Hermann Maier         | Michael Walchhofer         |
| 2 dicembre 2004  | Beaver Creek           | Stati Uniti | Birds of Prey                  | SG    | Stephan Görgl             | Bode Miller           | Mario Scheiber             |
| 3 dicembre 2004  | Beaver Creek           | Stati Uniti | Birds of Prey                  | DH    | Bode Miller               | Daron Rahlves         | Michael Walchhofer         |
| 4 dicembre 2004  | Beaver Creek           | Stati Uniti | Birds of Prey                  | GS    | Lasse Kjus                | Hermann Maier         | Benjamin Raich             |
| 5 dicembre 2004  | Beaver Creek           | Stati Uniti | Birds of Prey                  | SL    | Benjamin Raich            | Giorgio Rocca         | Rainer Schönfelder         |
| 11 dicembre 2004 | Val-d'Isère            | Francia     | Oreiller-Killy                 | DH    | Werner Franz              | Marco Büchel          | Michael Walchhofer         |
| 12 dicembre 2004 | Val-d'Isère            | Francia     | Oreiller-Killy                 | GS    | Bode Miller               | Lasse Kjus            | Hermann Maier              |
| 13 dicembre 2004 | Sestriere              | Italia      | Kandahar Slalom                | SL    | Bode Miller               | Silvan Zurbriggen     | Kalle Palander             |
| 17 dicembre 2004 | Val Gardena            | Italia      | Saslong                        | SG    | Michael Walchhofer        | Hermann Maier         | Benjamin Raich             |
| 18 dicembre 2004 | Val Gardena            | Italia      | Saslong                        | DH    | Max Rauffer               | Jürg Grünenfelder     | Hans Grugger               |
| 19 dicembre 2004 | Alta Badia             | Italia      | Gran Risa                      | GS    | Thomas Grandi             | Benjamin Raich        | Didier Cuche Hermann Maier |
| 21 dicembre 2004 | Flachau                | Austria     | Weltcupstrecke                 | GS    | Thomas Grandi             | Didier Cuche          | Bode Miller                |
| 22 dicembre 2004 | Flachau                | Austria     | Weltcupstrecke                 | SL    | Giorgio Rocca             | Rainer Schönfelder    | Alois Vogl                 |
| 29 dicembre 2004 | Bormio                 | Italia      | Stelvio                        | DH    | Hans Grugger              | Michael Walchhofer    | Fritz Strobl               |
| 8 gennaio 2005   | Chamonix               | Francia     | La Verte des Houches           | DH    | Hans Grugger              | Kristian Ghedina      | Michael Walchhofer         |
| 9 gennaio 2005   | Chamonix               | Francia     | La Verte des Houches           | SL    | Giorgio Rocca             | Benjamin Raich        | Markus Larsson             |
| 11 gennaio 2005  | Adelboden              | Svizzera    | Chuenisbärgli                  | GS    | Massimiliano Blardone     | Bode Miller           | Kalle Palander             |
| 14 gennaio 2005  | Wengen                 | Svizzera    | Lauberhorn Männlichen/Jungfrau | SC    | Benjamin Raich            | Lasse Kjus            | Didier Défago              |
| 15 gennaio 2005  | Wengen                 | Svizzera    | Lauberhorn                     | DH    | Michael Walchhofer        | Christoph Gruber      | Bode Miller                |
| 16 gennaio 2005  | Wengen                 | Svizzera    | Männlichen/Jungfrau            | SL    | Alois Vogl                | Ivica Kostelić        | Benjamin Raich             |
| 23 gennaio 2005  | Kitzbühel              | Austria     | Ganslern                       | SL    | Manfred Pranger           | Mario Matt            | Ivica Kostelić             |
| 23 gennaio 2005  | Kitzbühel              | Austria     | Streif Ganslern                | KB    | annullata                 | annullata             | annullata                  |
| 24 gennaio 2005  | Kitzbühel              | Austria     | Streifalm                      | SG    | Hermann Maier             | Daron Rahlves         | Fritz Strobl               |
| 25 gennaio 2005  | Schladming             | Austria     | Planai                         | SL    | Manfred Pranger           | Benjamin Raich        | André Myhrer               |
| 18 febbraio 2005 | Garmisch-Partenkirchen | Germania    | Kandahar                       | DH    | Michael Walchhofer        | Hermann Maier         | Bode Miller                |
| 19 febbraio 2005 | Garmisch-Partenkirchen | Germania    | Kandahar                       | DH    | Michael Walchhofer        | Mario Scheiber        | Fritz Strobl               |
| 20 febbraio 2005 | Garmisch-Partenkirchen | Germania    | Kandahar                       | SG    | Christoph Gruber          | Didier Défago         | François Bourque           |
| 26 febbraio 2005 | Kranjska Gora          | Slovenia    | Podkoren                       | GS    | Benjamin Raich            | Hermann Maier         | Kalle Palander             |
| 27 febbraio 2005 | Kranjska Gora          | Slovenia    | Podkoren                       | SL    | Giorgio Rocca             | André Myhrer          | Benjamin Raich             |
| 5 marzo 2005     | Lillehammer Kvitfjell  | Norvegia    | Olympiabakken                  | DH    | Hermann Maier             | Mario Scheiber        | Ambrosi Hoffmann           |
| 6 marzo 2005     | Lillehammer Kvitfjell  | Norvegia    | Olympiabakken                  | SG    | Hermann Maier             | Didier Défago         | Daron Rahlves              |
| 10 marzo 2005    | Lenzerheide            | Svizzera    | SIlvano Beltrametti            | DH    | Lasse Kjus                | Bode Miller           | Fritz Strobl               |
| 11 marzo 2005    | Lenzerheide            | Svizzera    | SIlvano Beltrametti            | SG    | Bode Miller Daron Rahlves |                       | Stephan Görgl              |
| 12 marzo 2005    | Lenzerheide            | Svizzera    | SIlvano Beltrametti            | GS    | Stephan Görgl             | Bode Miller           | Benjamin Raich             |
| 13 marzo 2005    | Lenzerheide            | Svizzera    | SIlvano Beltrametti            | SL    | Mario Matt                | Alois Vogl            | Rainer Schönfelder         |

Legenda:

DH = discesa libera

SG = supergigante

GS = slalom gigante

SL = slalom speciale

KB = combinata

SC = supercombinata

### Classifiche

#### Generale

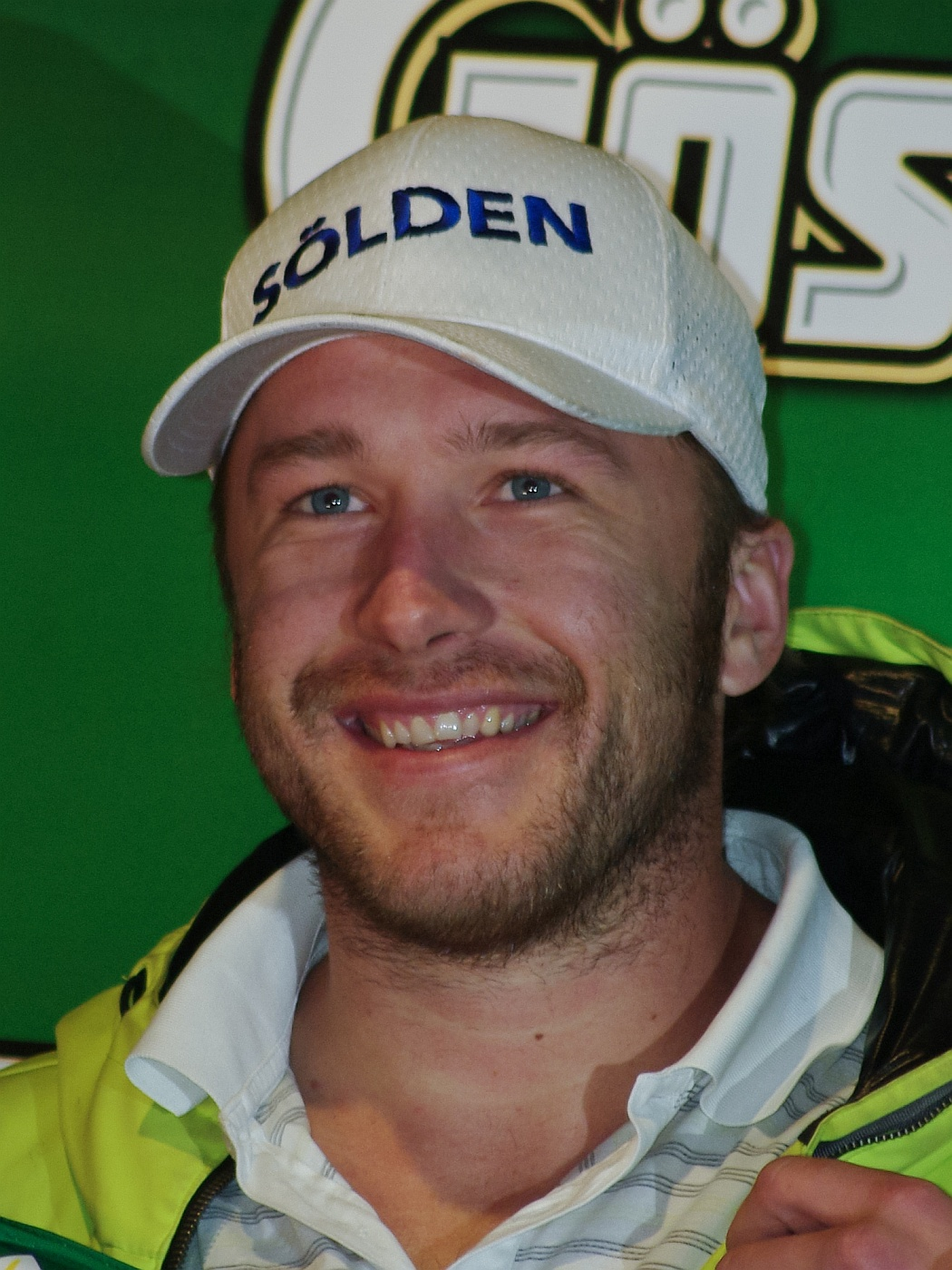
Bode Miller nel 2011

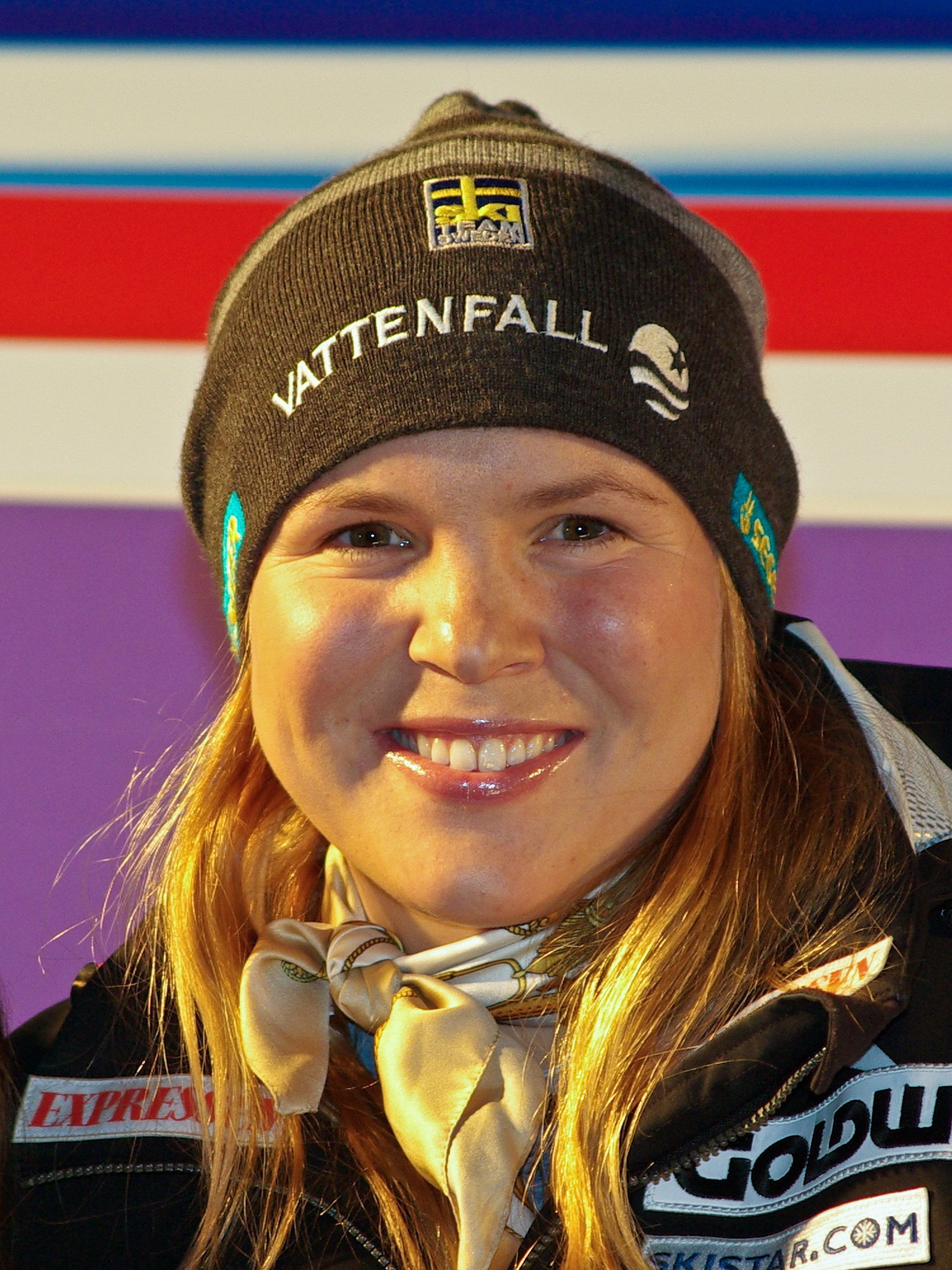
Anja Pärson nel 2008

| Pos. | Nome               | Nazione     | Punti |
| ---- | ------------------ | ----------- | ----- |
| 1    | Bode Miller        | Stati Uniti | 1648  |
| 2    | Benjamin Raich     | Austria     | 1454  |
| 3    | Hermann Maier      | Austria     | 1295  |
| 4    | Michael Walchhofer | Austria     | 1012  |
| 5    | Daron Rahlves      | Stati Uniti | 984   |
| 6    | Didier Défago      | Svizzera    | 684   |
| 7    | Lasse Kjus         | Norvegia    | 580   |
| 8    | Fritz Strobl       | Austria     | 537   |
| 9    | Kalle Palander     | Finlandia   | 530   |
| 10   | Hans Grugger       | Austria     | 521   |

#### Discesa libera
| Pos. | Nome               | Nazione     | Punti |
| ---- | ------------------ | ----------- | ----- |
| 1    | Michael Walchhofer | Austria     | 681   |
| 2    | Bode Miller        | Stati Uniti | 618   |
| 3    | Hermann Maier      | Austria     | 451   |
| 4    | Daron Rahlves      | Stati Uniti | 444   |
| 5    | Hans Grugger       | Austria     | 418   |

#### Supergigante
| Pos. | Nome               | Nazione     | Punti |
| ---- | ------------------ | ----------- | ----- |
| 1    | Bode Miller        | Stati Uniti | 470   |
| 2    | Hermann Maier      | Austria     | 453   |
| 3    | Daron Rahlves      | Stati Uniti | 362   |
| 4    | Didier Défago      | Svizzera    | 286   |
| 5    | Michael Walchhofer | Austria     | 265   |

#### Slalom gigante
| Pos. | Nome                  | Nazione     | Punti |
| ---- | --------------------- | ----------- | ----- |
| 1    | Benjamin Raich        | Austria     | 423   |
| 2    | Bode Miller           | Stati Uniti | 420   |
| 3    | Thomas Grandi         | Canada      | 366   |
| 4    | Hermann Maier         | Austria     | 362   |
| 5    | Massimiliano Blardone | Italia      | 345   |

#### Slalom speciale
| Pos. | Nome               | Nazione  | Punti |
| ---- | ------------------ | -------- | ----- |
| 1    | Benjamin Raich     | Austria  | 552   |
| 2    | Rainer Schönfelder | Austria  | 408   |
| 3    | Manfred Pranger    | Austria  | 396   |
| 4    | Giorgio Rocca      | Italia   | 390   |
| 5    | Alois Vogl         | Germania | 310   |

#### Combinata
Nel 2005 fu anche stilata la classifica della combinata, sebbene non venisse assegnato alcun trofeo al vincitore.
| Pos. | Nome                | Nazione  | Punti |
| ---- | ------------------- | -------- | ----- |
| 1    | Benjamin Raich      | Austria  | 100   |
| 2    | Lasse Kjus          | Norvegia | 80    |
| 3    | Didier Défago       | Svizzera | 60    |
| 4    | Daniel Albrecht     | Svizzera | 50    |
| 5    | Kjetil André Aamodt | Norvegia | 45    |

## Donne

### Risultati
| Data             | Località                | Nazione     | Pista                  | Spec. | Prima                 | Seconda               | Terza                          |
| ---------------- | ----------------------- | ----------- | ---------------------- | ----- | --------------------- | --------------------- | ------------------------------ |
| 23 ottobre 2004  | Sölden                  | Austria     | Rettenbach             | GS    | Anja Pärson           | Tanja Poutiainen      | María José Rienda              |
| 26 novembre 2004 | Aspen                   | Stati Uniti | Lower Ruthie's         | GS    | Tanja Poutiainen      | Anja Pärson           | Janica Kostelić                |
| 27 novembre 2004 | Aspen                   | Stati Uniti | Lower Ruthie's         | SL    | Janica Kostelić       | Anja Pärson           | Tanja Poutiainen               |
| 28 novembre 2004 | Aspen                   | Stati Uniti | Lower Ruthie's         | SL    | Tanja Poutiainen      | Manuela Mölgg         | Kristina Koznick               |
| 3 dicembre 2004  | Lake Louise             | Canada      | Men’s Olympic Downhill | DH    | Lindsey Vonn          | Carole Montillet      | Hilde Gerg                     |
| 4 dicembre 2004  | Lake Louise             | Canada      | Men’s Olympic Downhill | DH    | Hilde Gerg            | Renate Götschl        | Carole Montillet               |
| 5 dicembre 2004  | Lake Louise             | Canada      | Men’s Olympic Downhill | SG    | Michaela Dorfmeister  | Renate Götschl        | Lindsey Vonn                   |
| 11 dicembre 2004 | Altenmarkt Zauchensee   | Austria     | Weltcupstrecke         | SG    | Alexandra Meissnitzer | Lucia Recchia         | Tina Maze                      |
| 12 dicembre 2004 | Altenmarkt Zauchensee   | Austria     | Unterbergalmhang       | SL    | Tanja Poutiainen      | Marlies Schild        | Janica Kostelić                |
| 21 dicembre 2004 | Sankt Moritz            | Svizzera    | Engiadina              | SG    | Hilde Gerg            | Lindsey Vonn          | Maria Riesch                   |
| 22 dicembre 2004 | Sankt Moritz            | Svizzera    | Engiadina              | GS    | Tina Maze             | Anja Pärson           | María José Rienda              |
| 28 dicembre 2004 | Semmering               | Austria     | Panorama               | GS    | Marlies Schild        | Tanja Poutiainen      | Elisabeth Görgl                |
| 29 dicembre 2004 | Semmering               | Austria     | Panorama               | SL    | Marlies Schild        | Janica Kostelić       | Tanja Poutiainen               |
| 6 gennaio 2005   | Santa Caterina Valfurva | Italia      | Deborah Compagnoni     | DH    | Michaela Dorfmeister  | Lindsey Vonn          | Hilde Gerg                     |
| 7 gennaio 2005   | Santa Caterina Valfurva | Italia      | Deborah Compagnoni     | DH    | Ingrid Jacquemod      | Renate Götschl        | Carole Montillet               |
| 8 gennaio 2005   | Santa Caterina Valfurva | Italia      | Deborah Compagnoni     | GS    | Tina Maze             | Geneviève Simard      | Allison Forsyth                |
| 9 gennaio 2005   | Santa Caterina Valfurva | Italia      | Deborah Compagnoni     | SL    | Marlies Schild        | Kristina Koznick      | Monika Bergmann                |
| 12 gennaio 2005  | Cortina d'Ampezzo       | Italia      | Olimpia delle Tofane   | SG    | Renate Götschl        | Anja Pärson           | Martina Ertl                   |
| 14 gennaio 2005  | Cortina d'Ampezzo       | Italia      | Olimpia delle Tofane   | SG    | Renate Götschl        | Lindsey Vonn          | Silvia Berger                  |
| 15 gennaio 2005  | Cortina d'Ampezzo       | Italia      | Olimpia delle Tofane   | DH    | Renate Götschl        | Janica Kostelić       | Lindsey Vonn                   |
| 16 gennaio 2005  | Cortina d'Ampezzo       | Italia      | Olimpia delle Tofane   | DH    | Michaela Dorfmeister  | Renate Götschl        | Hilde Gerg                     |
| 20 gennaio 2005  | Zagabria Sljeme         | Croazia     | Crveni Spust           | SL    | Tanja Poutiainen      | Kristina Koznick      | Marlies Schild                 |
| 22 gennaio 2005  | Maribor                 | Slovenia    | Pohorje                | GS    | Tina Maze             | Karen Putzer          | Martina Ertl                   |
| 23 gennaio 2005  | Maribor                 | Slovenia    | Radvanje               | SL    | Anja Pärson           | Janica Kostelić       | Tanja Poutiainen               |
| 19 febbraio 2005 | Åre                     | Svezia      | Olympia                | SG    | Michaela Dorfmeister  | Alexandra Meissnitzer | Lucia Recchia                  |
| 20 febbraio 2005 | Åre                     | Svezia      | Olympia                | GS    | María José Rienda     | Nicole Hosp           | Anja Pärson                    |
| 25 febbraio 2005 | San Sicario             | Italia      | Fraiteve Olympique     | SG    | Anja Pärson           | Isolde Kostner        | Michaela Dorfmeister Tina Maze |
| 26 febbraio 2005 | San Sicario             | Italia      | Fraiteve Olympique     | DH    | Anja Pärson           | Janica Kostelić       | Hilde Gerg                     |
| 27 febbraio 2005 | San Sicario             | Italia      | Fraiteve Olympique     | SC    | Janica Kostelić       | Anja Pärson           | Emily Brydon                   |
| 10 marzo 2005    | Lenzerheide             | Svizzera    | SIlvano Beltrametti    | DH    | Renate Götschl        | Ingrid Jacquemod      | Hilde Gerg                     |
| 11 marzo 2005    | Lenzerheide             | Svizzera    | SIlvano Beltrametti    | SG    | Michaela Dorfmeister  | Marlies Schild        | Anja Pärson                    |
| 12 marzo 2005    | Lenzerheide             | Svizzera    | SIlvano Beltrametti    | SL    | Sarah Schleper        | Janica Kostelić       | Nicole Hosp                    |
| 13 marzo 2005    | Lenzerheide             | Svizzera    | SIlvano Beltrametti    | GS    | María José Rienda     | Tanja Poutiainen      | Nicole Hosp                    |

Legenda:

DH = discesa libera

SG = supergigante

GS = slalom gigante

SL = slalom speciale

SC = supercombinata

### Classifiche

#### Generale
| Pos. | Nome                 | Nazione     | Punti |
| ---- | -------------------- | ----------- | ----- |
| 1    | Anja Pärson          | Svezia      | 1359  |
| 2    | Janica Kostelić      | Croazia     | 1356  |
| 3    | Renate Götschl       | Austria     | 1164  |
| 4    | Michaela Dorfmeister | Austria     | 1122  |
| 5    | Tanja Poutiainen     | Finlandia   | 1039  |
| 6    | Lindsey Vonn         | Stati Uniti | 914   |
| 7    | Hilde Gerg           | Germania    | 799   |
| 8    | Marlies Schild       | Austria     | 669   |
| 9    | Julia Mancuso        | Stati Uniti | 659   |
| 10   | Tina Maze            | Slovenia    | 650   |

#### Discesa libera
| Pos. | Nome                 | Nazione     | Punti |
| ---- | -------------------- | ----------- | ----- |
| 1    | Renate Götschl       | Austria     | 567   |
| 2    | Hilde Gerg           | Germania    | 495   |
| 3    | Michaela Dorfmeister | Austria     | 432   |
| 4    | Janica Kostelić      | Croazia     | 387   |
| 5    | Lindsey Vonn         | Stati Uniti | 384   |

#### Supergigante
| Pos. | Nome                 | Nazione     | Punti |
| ---- | -------------------- | ----------- | ----- |
| 1    | Michaela Dorfmeister | Austria     | 493   |
| 2    | Renate Götschl       | Austria     | 416   |
| 3    | Lindsey Vonn         | Stati Uniti | 396   |
| 4    | Anja Pärson          | Svezia      | 359   |
| 5    | Hilde Gerg           | Germania    | 296   |

#### Slalom gigante
| Pos. | Nome              | Nazione   | Punti |
| ---- | ----------------- | --------- | ----- |
| 1    | Tanja Poutiainen  | Finlandia | 461   |
| 2    | Anja Pärson       | Svezia    | 410   |
| 3    | María José Rienda | Spagna    | 384   |
| 4    | Tina Maze         | Slovenia  | 366   |
| 5    | Geneviève Simard  | Canada    | 241   |

#### Slalom speciale
| Pos. | Nome             | Nazione     | Punti |
| ---- | ---------------- | ----------- | ----- |
| 1    | Tanja Poutiainen | Finlandia   | 570   |
| 2    | Janica Kostelić  | Croazia     | 400   |
| 3    | Marlies Schild   | Austria     | 376   |
| 4    | Kristina Koznick | Stati Uniti | 355   |
| 5    | Sarah Schleper   | Stati Uniti | 337   |

#### Combinata
Nel 2005 fu anche stilata la classifica della combinata, sebbene non venisse assegnato alcun trofeo alla vincitrice.
| Pos. | Nome            | Nazione     | Punti |
| ---- | --------------- | ----------- | ----- |
| 1    | Janica Kostelić | Croazia     | 100   |
| 2    | Anja Pärson     | Svezia      | 80    |
| 3    | Emily Brydon    | Canada      | 60    |
| 4    | Nicole Hosp     | Austria     | 50    |
| 5    | Lindsey Vonn    | Stati Uniti | 45    |